# 馬爾福皮爾
47°37′19″N 36°21′59″E / 47.62194°N 36.36639°E

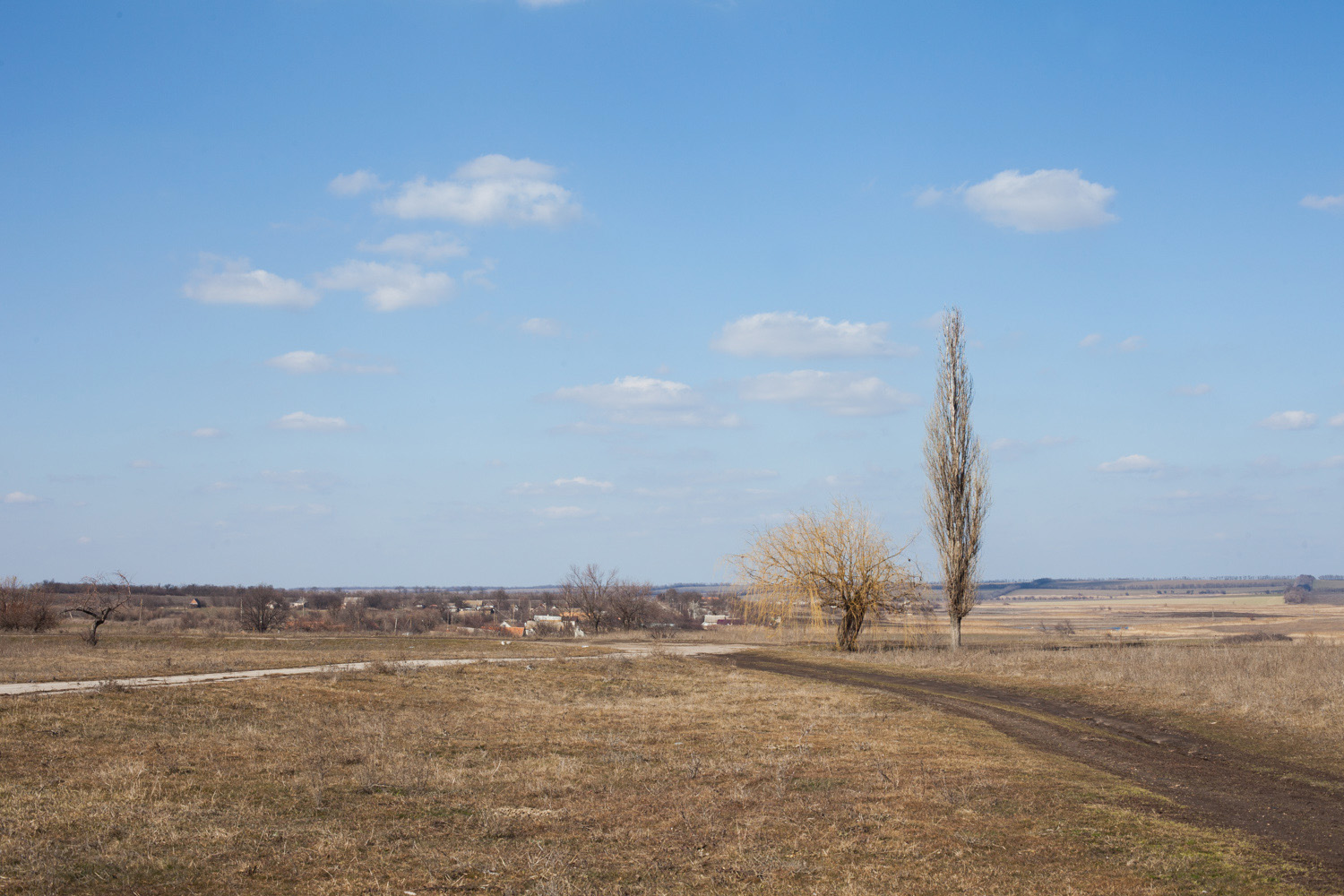
马尔福皮尔

馬爾福皮尔（烏克蘭語：Марфопіль）是位於烏克蘭東南部的村莊，由扎波羅熱州波洛希區的胡利亚伊波莱市镇負責管轄。該村始建於1811年，面積1.32平方公里，海拔高度106米，2001年人口294，人口密度每平方公里223.4人。

## 当地名人
- 谢苗·卡列特尼克（1893年—1920年），乌克兰革命起义军的指挥官